# 西村雄介
西村 雄介（にしむら ゆうすけ、1993年5月30日 - ）は、日本のタレント、モデル。所属事務所はシンフォニア。

## 略歴
- 栗東市立葉山中学校、滋賀県立国際情報高等学校、京都アミューズ美容専門学校卒業
- 2015年、専門学校卒業後、美容師をしている途中、モデルとしての活動を開始する。現在美容師は休業中。

## 人物
- 趣味：オシャレ、美容、バイク
- 特技：サッカー、ヘアセット（男女）、シャンプー

## 出演

### テレビ番組
- 雨上がりのやまとナゼ？しこ（2015年10月20日、朝日放送）-再現VTR 後輩野球選手役、パパラッチ役

## モデルとしての活動
- 関西電力はぴE暮らしサポートVP出演
- USJ東急パークフロントホテル広告モデル

### ファッションショー
- JAPAN MODELS（2016年5月1日